# Чорна металургія Удмуртії

Центри чорної металургії

Чорна металургія в Удмуртії розвинена не дуже добре, тут є всього декілька металургійних підприємств та виробництв, флагманом серед яких є «Іжсталь». Розвиток галузі почався у другій половині XVIII століття, коли на території сучасної Удмуртії виникли перші залізоробні заводи. На початок XX століття металургійні заводи вважались в Уральському гірничо-металургійному окрузі найбільш розвиненими. Вони мали водяні турбіни, парові машини, мартенівські печі, випускали якісну сталь різноманітних марок, покрівельне, сортове, обручне, пудлінгове (спеціально для ціпків та підків) залізо, чавунне литво, поковки. В роки перших п'ятирічок металургійні підприємства були реконструйовані. Увійшли в лад нові мартенівські печі та прокатні стани на «Іжсталі». Тут же почався випуск і електросталі. Технічно оновились сталеливарні та прокатні цехи Воткінського заводу.
В роки Другої світової війни іжевські металурги освоїли випуск 75 нових марок сталі, 170 назв поковок та гарячих штамповок. Продуктивність праці за роки війни на «Іжсталі» у порівнянні з довоєнним рівнем зросла в 1,5 рази. В повоєнні роки в республіці створені потужності з виплавки електросталі, виробництву прокату легірованої нержавіючої та швидкоржавіючої сталі. Освоєні прогресивні технології електрошлакової, вакуумно-дугової та плазменно-дугової переплавки. В складі металургійної продукції з'явились фасонні профілі, плющена смуга, вироби з металопорошків, гарячі штамповки підвищеної точності.
Найбільше післявоєнна реконструкція зачепила «Іжсталь». Це підприємство через його приналежність до ВВК мало достатні можливості для оновлення виробництва. Пудемський механічний завод не зміг перенести суттєвих змін, а на Воткінському заводі, який переорієнтувався на випуск ракетної техніки, виробництво металопродукції скоротилось. До середини 1990-их років значимість підприємств чорної металургії в структурі промисловості Удмуртії зменшилась. В 1985 році на їхню частку припадало 7,8 % основних промислово-виробничих фондів та 10,3 % від загального випуску товарної продукції республіки. На 1995 рік обидва показники зменшились приблизно на третину, в 1997 році вони склали відповідно 6,9 % та 6,6 %.
Металургійні цехи та виробництва існують також і на низці машинобудівних підприємств Удмуртії. В складі Іжевського механічного заводу діє сучасний за оснащенням цех точного сталевого литва з виплавлених моделей, на «Іжмаші» — потужні ливарні та ковальські виробництва, «Буммаш» виробляє великогабаритне фасонне литво, АТ «Завод Редуктор» — литво для корпусів редукторів.